# Tatarlı (Goranboy)
Tatarlı è un comune dell'Azerbaigian situato nel distretto di Goranboy.